# Saint-Aubert
Saint-Aubert è un comune francese di 1 507 abitanti situato nel dipartimento del Nord, nella regione dell'Alta Francia. La cittadina prende il nome dal santo vescovo Autberto di Cambrai.
Il territorio comunale è bagnato dalle acque del fiume Erclin.

## Società

### Evoluzione demografica
Abitanti censiti

## Il cimitero
Nel cimitero parrocchiale furono sepolte due parenti strette di Maximilien de Robespierre: la madre Jacqueline-Marguerite Carrault, il 17 luglio 1764, e la sorella minore Henriette de Robespierre, il 27 marzo 1780.